# Симфония № 7 (Бетховен)
Симфония № 7 ла мажор на Лудвиг ван Бетовен, опус 92, е написана между 1811 – 1812 г. и има четири движения. В този период здравето на Бетовен се подобрява, защото е в бохемския балнеоложки град Теплице. Творбата е посветена на граф Мориц фон Фрис.
На премиерата Бетовен казва, че това е едно от най-добрите му произведения. Втората част, „Алегрето“ (Allegretto), е най-популярната част и е получила бис. Незабавната популярност на „Алегрето“ води до честото му изпълнение, отделно от цялата симфония.

## История
Когато Бетовен започва да композира 7-а симфония, Наполеон планира похода си срещу Русия. След 3-та симфония, а вероятно и 5-а, 7-а симфония изглежда е поредната музикална конфронтация на Бетовен с Наполеон; този път в контекста на европейските освободителни войни от годините на Наполеоновото господство.
С времето Бетовен губи слуха си все повече, което прави необходими „тетрадки за разговори“ от 1819 г. нататък, с помощта на които Бетовен комуникира писмено.